# Oberdahlhausen (Hückeswagen)
Oberdahlhausen war eine Hofschaft in Hückeswagen im Oberbergischen Kreis im Regierungsbezirk Köln in Nordrhein-Westfalen (Deutschland). Der Hof fiel im ersten Drittel des 20. Jahrhunderts wüst.

## Lage und Beschreibung
Oberdahlhausen lag im nordöstlichen Hückeswagen nahe der Bevertalsperre an der Grenze  zu Radevormwald. Weitere Nachbarorte sind Niederdahlhausen, Scheuer, Herweg, Zipshausen, Neuenherweg, Eckenhausen, Siepersbever, Heinhausen, Fockenhausen, Oberbeck, Pleuse auf Hückeswagener und Lichteneichen auf Radevormwalder Stadtgebiet.
Die Hofschaft war über eine Zufahrtsstraße erreichbar, die bei Neuenherweg von der Bundesstraße 483 (B483) abzweigt und auch Niederdahlhausen anbindet.

## Geschichte
1518 wird der Ort erstmals unter der Bezeichnung „Dahlhusen“ in Kirchenrechnungen der evangelischen Kirchengemeinde in Hückeswagen aufgeführt. Die Karte Topographia Ducatus Montani aus dem Jahre 1715 zeigt den Hof als Dahlhusen. Im 18. Jahrhundert gehörte der Ort zum bergischen Amt Bornefeld-Hückeswagen.
1815/16 lebten 22 Einwohner im Ort, es wird dabei aber nicht zwischen Ober- und Niederdahlhausen unterschieden. 1832 gehörte Dahlhausen (ebenfalls nicht unterschieden zwischen Ober- und Niederdahlhausen) der Herdingsfelder Honschaft an, die ein Teil der Hückeswagener Außenbürgerschaft innerhalb der Bürgermeisterei Hückeswagen war. Der laut der Statistik und Topographie des Regierungsbezirks Düsseldorf als Weiler kategorisierte Ort hatte zu dieser Zeit fünf Wohnhäuser und acht landwirtschaftliche Gebäude. Zu dieser Zeit lebten 21 Einwohner im Ort, allesamt evangelischen Glaubens.
Im Gemeindelexikon für die Provinz Rheinland werden 1885 ein Wohnhaus mit sieben Einwohnern angegeben. Der Ort gehörte zu dieser Zeit zur Landgemeinde Neuhückeswagen innerhalb des Kreises Lennep. 1895 hat der Ort ein Wohnhaus mit sechs Einwohnern, in der Ausgabe für 1905 wird der Ort nicht mehr aufgeführt.